# Берикбаева, Халипа
Халипа Берикбаева (1912, аул Кызылшарык, Аулиеатинский уезд, Сырдарьинская область, Туркестанский край, Российская империя — неизвестно, Джамбул, Казахская ССР) — тянульщица Джамбулского хромового завода, Джамбулская область, Казахская ССР. Герой Социалистического Труда (1960). Депутат Верховного Совета Казахской ССР 7-го созыва.

## Биография
Родилась в 1912 году в крестьянской семье в ауле Кызылшарык Аулиеатинского уезда. После окончания местной начальной школы трудилась в сельском хозяйстве. В 1929 году вступила в сельскохозяйственную артель имени Амангельды. С 1947 года проживала в Джамбуле, где трудилась подсобницей на хромовом заводе. В последующем, освоив различные рабочие операции, работала тянульщицей.
Ежегодно показывала высокие трудовые результаты. Указом Президиума Верховного Совета СССР от 7 марта 1966 года удостоена звания Героя Социалистического Труда «в ознаменование 50-летия Международного женского дня, за выдающиеся достижения в труде и особо плодотворную общественную деятельность» с вручением ордена Ленина и золотой медали «Серп и Молот» (№ 8127).
Избиралась депутатом Верховного Совета Казахской ССР 7-го созыва от джамбульского районного Ждановского избирательного округа (1967—1971), членом Джамбулского обкома Компартии Казахстана.
После выхода на пенсию проживала в Джамбуле. Дата смерти не установлена.
Память
Её именем названа улица в родном селе Кызылшарык Жамбылского района.